# Arcadia Planitia
Arcadia Planitia — це гладенька рівнина зі свіжими слідами потоків лави та вулканічних потоків Амазонського періоду на Марсі. Назву їй надав Джованні Скіапареллі у 1882 році, а походить вона від назви регіону Аркадія у древній Греції.

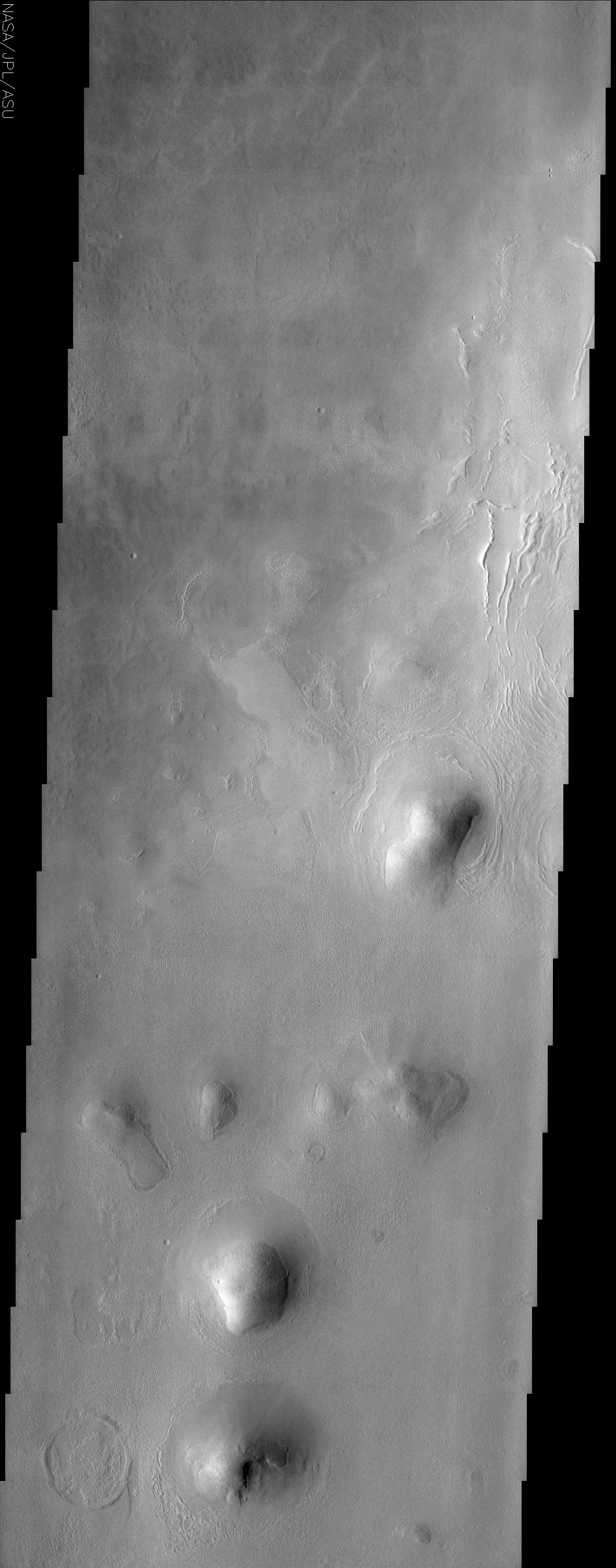

Рівнина бере свій початок від формування на даній території лавових потоків та шлакових конусів вулканів Амазонського геологічного періоду. До Arcadia Planitia входить нещодавно сформована велика область із еоловими відкладами, які утворились внаслідок перигляціальних процесів. Рівнина розташована на північний захід від провінції Tharsis у північних низинах, простягаючись поміж 40-60° північної широти та 150–180° західної довготи у межах квадранглу Cebrenia, із центром у 46°42′ пн. ш. 192°00′ сх. д. / 46.7° пн. ш. 192.0° сх. д.. Arcadia позначає перехід від слабо поцяткованого кратерами регіону на півночі до дуже древнього, всіяного кратерами регіону на півдні. На сході рівнина переходить у вулканічний рельєф, зокрема — тут розташована гора Alba Mons. На основі геодезичних даних, висота рівнини оцінюється в межах від 0 до −3 км.
У багатьох низьких місцевостях рівнини Arcadia можна виявити рівчаки та субпаралельні кряжі. Вони свідчать про рух близьких до поверхні матеріалів, і є подібними до утворень на Землі, де поверхневі та підповерхневі шари дуже повільно рухаються, «течуть», у чому їм допомагає замерзання та танення води, розташованої поміж шарами. Тому виявлення цього явища може свідчити про присутність ґрунтового льоду, захованого неглибоко під поверхнею Марса у цій його частині. Цей регіон притягує до себе інтерес науковців, які розглядають його як можливий плацдарм для проведення подальших досліджень.